# 蒋建国 (政治人物)

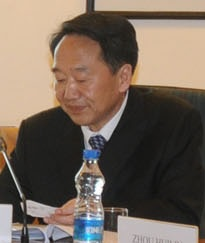
蒋建国

蒋建国（1956年12月—），中华人民共和国政治人物。原籍湖南省桃江县，生于湖南汉寿县，1977年9月参加工作，曾任中共中央宣传部副部长、中共中央对外宣传办公室、国务院新闻办公室主任等职务，亦为第十八届中共中央委员。

## 生平
生于湖南省汉寿县文蔚乡，1977年9月自常德师范高等专科学校毕业后，蒋建国进入中共汉寿县委组织部工作，此后长期在地方党委组织部门工作。1986年7月，担任湖南省委组织部研究室副主任，1988年11月任主任，是时任中共湖南省委组织部部长孙文盛的秘书。1992年3月，出任益阳市（县级）市委书记，次年3月升任益阳地委副书记。1995年8月，升任湘潭市委副书记、代市长，1996年3月任市长。2000年11月，出任邵阳市委书记。2004年4月，升任中共湖南省委常委、宣传部部长。
2008年10月，蒋建国调中央工作，出任国家新闻出版总署（2013年3月国务院机构改革后更名为国家新闻出版广电总局）党组副书记、副署长。2012年10月，升任新闻出版总署党组书记、副署长。2015年1月，升任中共中央宣传部副部长、中共中央对外宣传办公室、国务院新闻办公室主任。2018年7月25日，被免去国务院新闻办公室主任职务。
2022年3月2日，增补为第十三届全国政协委员，同时出任全国政协民族和宗教委员会副主任。